# Benjamin Lees
Benjamin Lees, nato Benjamin George Lisniansky (Harbin, 8 gennaio 1924 – Glen Cove, 31 maggio 2010), è stato un compositore statunitense.

## Biografia
Lees nacque Benjamin George Lisniansky ad Harbin, in Cina, di origini ebraico-russe. Iniziò le lezioni di piano a 5 anni con Kiva Ihil Rodetsky di San Francisco e cominciò a comporre da adolescente.
Dopo aver prestato servizio nell'esercito degli Stati Uniti, Lees studiò composizione sotto Halsey Stevens e con Kalitz e Ingolf Dahl, all'Università della California del Sud a Los Angeles, in California. Il compositore George Antheil, impressionato dalle composizioni di Lees, gli offrì ulteriore appoggio; questo periodo durò quattro anni, alla fine dei quali Lees vinse un premio dalla Fondazione Fromm.
L'assegnazione di un Guggenheim Fellowship nel 1954 gli permise di vivere in Europa, realizzando il suo obiettivo di sviluppare il suo stile individuale lontano dalle mode correnti nella scena musicale americana e con il risultato di una serie di opere mature e impressionanti. Ritornato negli Stati Uniti nel 1961 divise il suo tempo tra composizione e insegnamento in diverse istituzioni. Tra questi il Peabody Conservatory (1962-64, 1966-68), il Queens College (1964-66), la Manhattan School of Music (1972-74) e la Juilliard School (1976-77).

## Composizioni
Lees rifiutava l'atonalità e la cultura americana a favore delle strutture classiche. Niall O'Loughlin scrive nel The New Grove Dictionary of Music and Musicians, "Da un iniziale interesse per lo stile melodico agrodolce di Prokofiev e gli aspetti bizzarri e surreali della musica di Bartók, ha progredito naturalmente sotto la guida non convenzionale di Antheil". La musica di Lees è ritmicamente attiva, con accenti e ritmi che cambiano spesso anche nei suoi primi lavori ed è noto per le sue inflessioni semitonali di melodia e armonia.
Nel 1954 la NBC Symphony Orchestra eseguì il suo Profiles for Orchestra in una trasmissione radiofonica nazionale. Tra le opere degne di nota ricordiamo la Sinfonia n. 4: Memorial Candles, commissionata dall'Orchestra sinfonica di Dallas nel 1985 per commemorare l'Olocausto e la Sinfonia n. 5: Kalmar Nyckel, scritta nel 1986 per onorare la fondazione di Wilmington, Delaware. (Kalmar Nyckel era il nome della nave che per prima portò i coloni originari dalla Svezia a quello che sarebbe diventato Wilmington.) Il suo Trio pianistico del 1998 n. 2, Silent Voices fu scritto a Palm Springs.
Lees ricevette una nomination ai Grammy per Kalmar Nyckel nel 2003, in seguito alla pubblicazione di una registrazione dell'orchestra tedesca Staatsphilharmonie Rheinland-Pfalz con Stephen Gunzenhauser. Ha perso contro Dominick Argento.

## Premi ed onorificenze
- 1953: Fromm Foundation Award
- 1954: Guggenheim Fellowship
- 1955: Copley Medal
- 1956: Fulbright Fellowship
- 1958: UNESCO Premio , Medaglia Sir Arnold Bax Society
- 1966: Guggenheim Fellowship
- 1985: Premio del compositore della Lancaster Symphony Orchestra
- 2003: Nomination ai Grammy[5]
- Patrono nazionale di Delta Omicron, una confraternita internazionale di musica professionale.[7]

## Discografia
- String Quartets Nos. 1, 5 e 6 (Naxos)
- Opere per violino complete di Benjamin Lees (Albany)
- Concerto per corno francese e Orchestra (New World)
- Sonata per violino Sonata n. 2 (Polystone)
- Concerto per violino e Orchestra (VoxBox, EPR)
- Prologue, Capriccio e Epilog (CRI)
- Sinfonie n. 2, n. 3 e n. 5, Studi per pianoforte e Orchestra (Albany)
- Sinfonia n. 4: Memorial Candles (Naxos)
- Concerto n. 2 per pianoforte e Orchestra (Albany)
- Concerto n. 1 per pianoforte e Orchestra (Pierian)
- Trio di pianoforti n. 2: Silent Voices (Albany)
- Passacaglia per Orchestra (Delos)
- Sonata per pianoforte n. 4, Mirrors, Fantasy Variations  (Albany)
- Concerto per quartetto d'archi e Orchestra (diretto da Igor Buketoff)